# Кукба, Виктор Иосифович
Виктор Иосифович Кукба (1904, Звандрипш, Сухумский округ — 13 января 1944) — советский хозяйственный, государственный и политический деятель.

## Биография
Родился в 1904 году в селе Звандрипш (ныне — Гудаутский район Абхазии). Член ВКП(б) с 1924 года.
С 1924 года — на хозяйственной, общественной и политической работе. В 1924—1938 гг. — ответственный секретарь Гудаутского районного комитета ЛКСМ Грузии, заведующий Организационным отделом Абхазского областного комитета ЛКСМ Грузии, в Ленинградском институте Народов Востока, аспирант Ленинградского института Народов Востока, заместитель директора, заведующий Сектором языка Абхазского научно-исследовательского института имени Н. Я. Марра, начальник Управления по делам искусств при ЦИК Абхазской АССР, заведующий Отделом школ, науки и культуры Абхазского областного комитета КП(б) Грузии, секретарь Сухумского городского комитета КП(б) Грузии, 2-й секретарь Абхазского областного комитета КП(б) Грузии.
Избирался депутатом Верховного Совета СССР 1-го созыва.
Репрессирован, осуждён к пяти годам лишения свободы, умер в заключении.